# Pyramids and stars

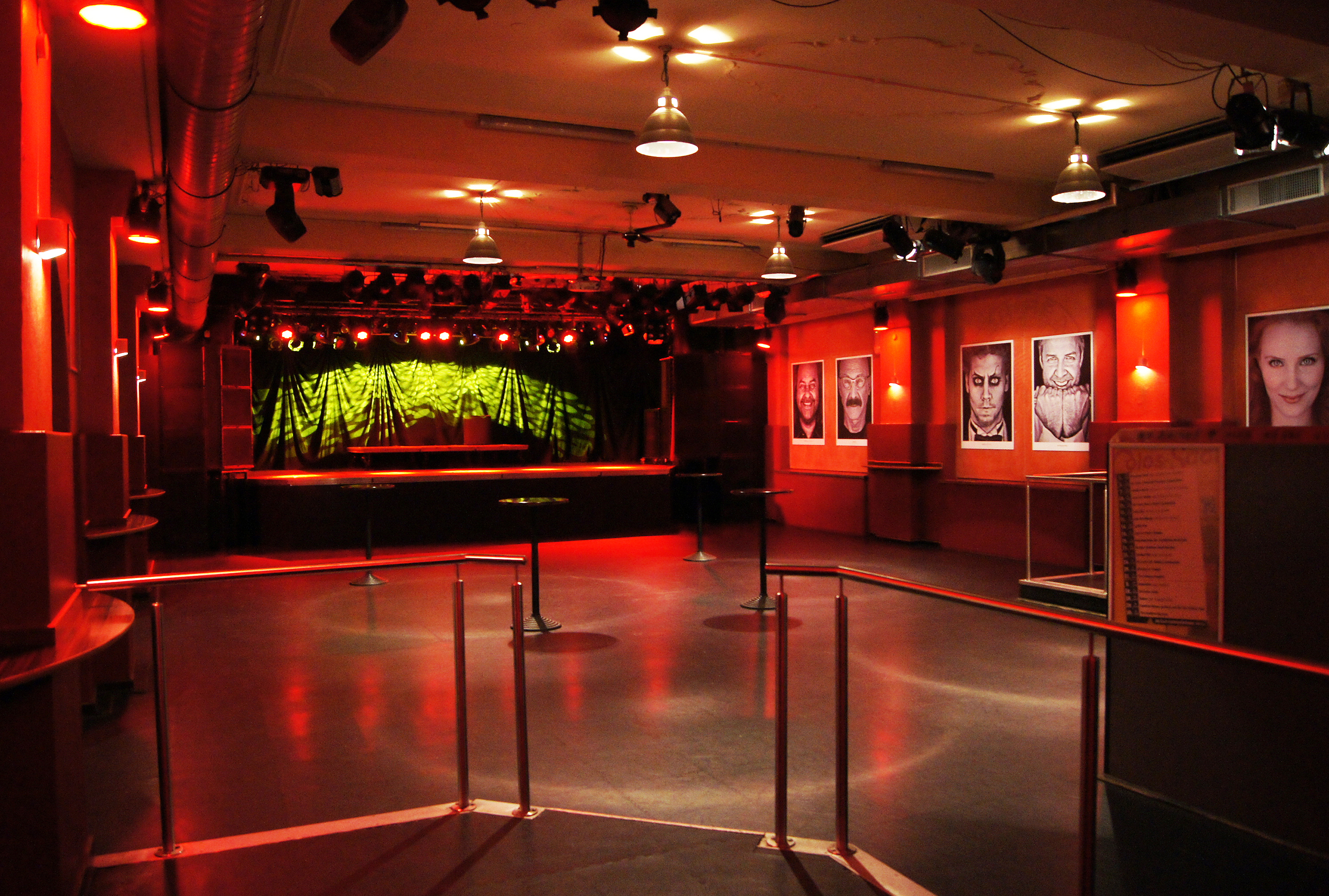
Colos-Saal (2014)

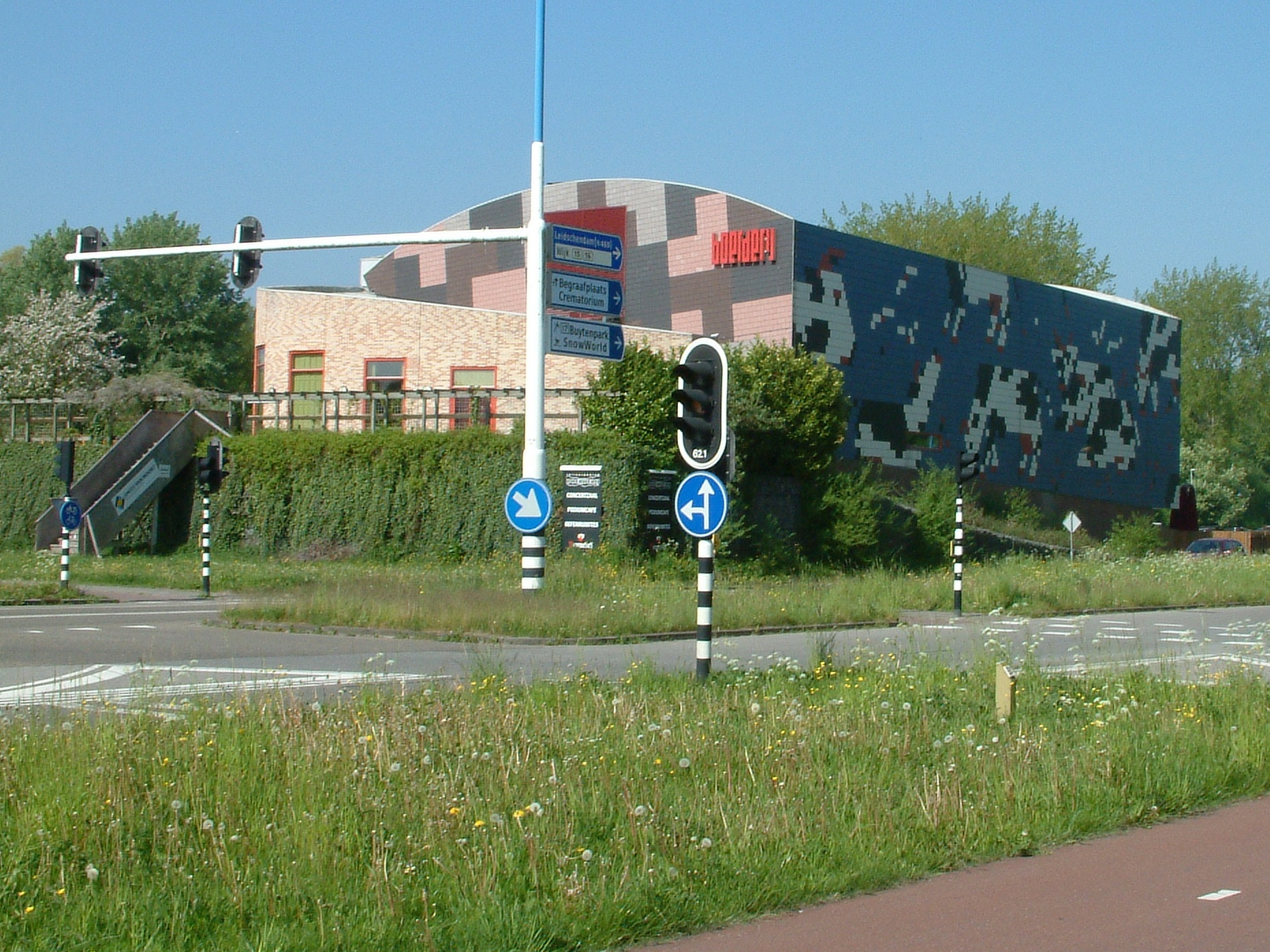
Cultuurpodium (2008)

Pyramids and stars is een livealbum van The Tangent.

## Inleiding
Na de uitgifte van studioalbum The world that we drive through hield The Tangent in afgeslankte vorm een korte concertreeks in Europa, meest in kleine zalen. Een van de concerten vond plaats in de Colos-Saal in Aschaffenburg, Duitsland. De datumvermelding 03/11/04 leidde tot verwarring; de één schat in 3 november 2004 (Europese datumaanduiding), anderen noemen 11 maart 2004 (Amerikaanse datumaanduiding). Omdat The Tangent op 31 oktober 2004 in dezelfde tournee de Cultuurpodium Boerderij aandeed, lijkt de eerste datum de juiste. The Tangent speelde toen overigens America van Stephen Sondheim en Leonard Bernstein in plaats van Lucky Man van Greg Lake. Aan de hand van de gemaakte opnamen gaf de band in eigen beheer een livealbum uit, die alleen via de site of bij concerten te koop was; het was mede door een personeelsbezetting al rap niet meer verkrijgbaar. 
De titel van het album verwijst naar het studioalbum Tales from Topographic Oceans van Yes. Een track van dat album leidde al naar de titel van hun debuutalbum The music that died alone. De hoes van het Yes-album laat behalve de bekende vissen ook piramides (zowel een Egyptische als één in de ogen van Roger Dean) als de sterrenhemel zien.

## Musici
- Andy Tillison – toetsinstrumenten, zang (en volgens hemzelf toespraken in navenant slechts Duits)
- Roine Stolt – gitaren, zang
- Sam Baine – toetsinstrumenten
- Jonas Reingold – basgitaar
- Zoltan Csörsz – drumstel, percussie

Op het album is een fluitist te horen, maar de credits vermelden zijn naam niet. Dutch progressive rock pages constateerde destijds geen fluitist op het podium, de klanken werden uit een synthesizer gehaald (Baine of Tillison).  

## Muziek
| Nr. | Titel                      | Duur  |
| --- | -------------------------- | ----- |
| 1.  | The world we drive through | 14:46 |
| 2.  | The Canterbury sequence    | 9:15  |
| 3.  | The winning game           | 12:15 |
| 4.  | Band introductions         | 1:29  |
| 5.  | The music that died alone  | 13:10 |
| 6.  | In darkest dreams          | 20-40 |
| 7.  | Lucky Man (Greg Lake)      | 5:40  |

Ergens tijdens de nummers werd een cover gespeeld van What the World Needs Now Is Love van Burt Bacharach en Hal David. De laatste track is een cover van de hit van Emerson, Lake & Palmer.
In 2023 werd het album opnieuw uitgegeven als eerste album van de set Pyramids, stars and other stories, dat overigens vermeldt dat het op 4 november 2004 is opgenomen. 